# Sœur Anne-Félicité
Pour les articles homonymes, voir Dugas.
Délia Dugas, ou Sœur Anne-Félicité ou Sœur Miracle, née le 11 août 1890 à Saint-Damien-de-Brandon, Québec, et décédée le 7 février 1964 à Montréal, Québec, est une religieuse catholique canadienne de la congrégation des sœurs de la Providence et thaumaturge à qui ont attribua plusieurs guérisons miraculeuses entre 1949 et 1951 lorsqu'elle résidait au couvent de sa congrégation à Sainte-Marguerite-du-Lac-Masson, Québec.

## Biographie
Délia Dugas (née Marie-Marguerite-Délia) a vu le jour à Saint-Damien-de-Brandon, Québec, le 11 août 1890. Elle est baptisée le même jour par Joseph Brien, prêtre, curé de Saint-Damien-de-Brandon. Elle est la fille de Joseph-Alfred Dugas, cultivateur, et de Félicité Rival dit Bellerose, cultivateurs québécois de la région de Lanaudière au Québec qui après de courts séjours aux États-Unis, majoritairement dans l'état du Rhode Island, revinrent s'installer à Saint-Damien-de-Brandon au Québec vers 1900. Comme de nombreux Canadiens français à cette époque, les parents de Délia Dugas cherchait une amélioration de leur situation socio-économique dans les nombreuses manufactures du nord-est des États-Unis. Par ailleurs, au moins trois des frères de Délia s'établirent aux États-Unis.
Elle étudie à l’école de sa paroisse, puis au pensionnat de Sainte-Élisabeth, au Québec. À la suite de l'obtention d'une guérison dite miraculeuse vers l’âge de 10 ans, Délia dédie ensuite sa vie à la Sainte Vierge.
Délia entre au noviciat des sœurs de la Providence de Joliette en 1908. Elle est religieuse professe en 1909 et prononce ses vœux perpétuels en 1914. Elle prend à ce moment le nom de religieuse de Sœur Anne-Félicité. Elle est ensuite hospitalière des vieillards, quêteuse, visitatrice, compagne-infirmière et enseignante pour les petites malades de l’Hôpital du Sacré-Cœur, à Cartierville. Elle œuvre pendant près de 10 ans à la mission de l’Assomption et quelques années à l’Asile de la Providence à Montréal.

### Les années au couvent de Sainte-Marguerite-du-Lac-Masson
Entre 1949 et 1951, Sœur Anne-Félicité réside au couvent de sa congrégation à Sainte-Marguerite-du-Lac-Masson où elle visite les pauvres et les malades. Elle devient à ce moment la confidente et la consolatrice d’un grand nombre de personnes. Selon plusieurs, elle fait aussi de véritables miracles auprès des malades et des handicapés.
Lors d'une rencontre avec quelqu'un venant se confier à elle, Sœur Anne-Félicité lui remettait toujours deux images pieuses, l'une de Notre-Dame des Sept Douleurs et une autre de Notre-Dame de la Confiance, ainsi qu'une petite médaille de l'Immaculée Conception. Une prière composée par Sœur Anne-Félicité est aussi conservée aux Archives de la Providence à Montréal.
Vers 1950, sa réputation de thaumaturge dépasse les frontières du Québec et des milliers de pèlerins de partout au Québec, de l'Ontario et des États-Unis se rendent à Sainte-Marguerite-du-Lac-Masson dans l’objectif de voir s’opérer des miracles. Ces activités ont cependant probablement inquiété la congrégation des sœurs de la Providence puisque Sœur Anne-Félicité est rappelée à la maison mère en 1951.
On retrouvait encore dans les années 1990 de nombreux remerciements à Sœur Anne-Félicité pour faveur obtenue dans les pages des annonces classées de certains journaux.

## Sanctuaire Providence-des-Sept-Douleurs

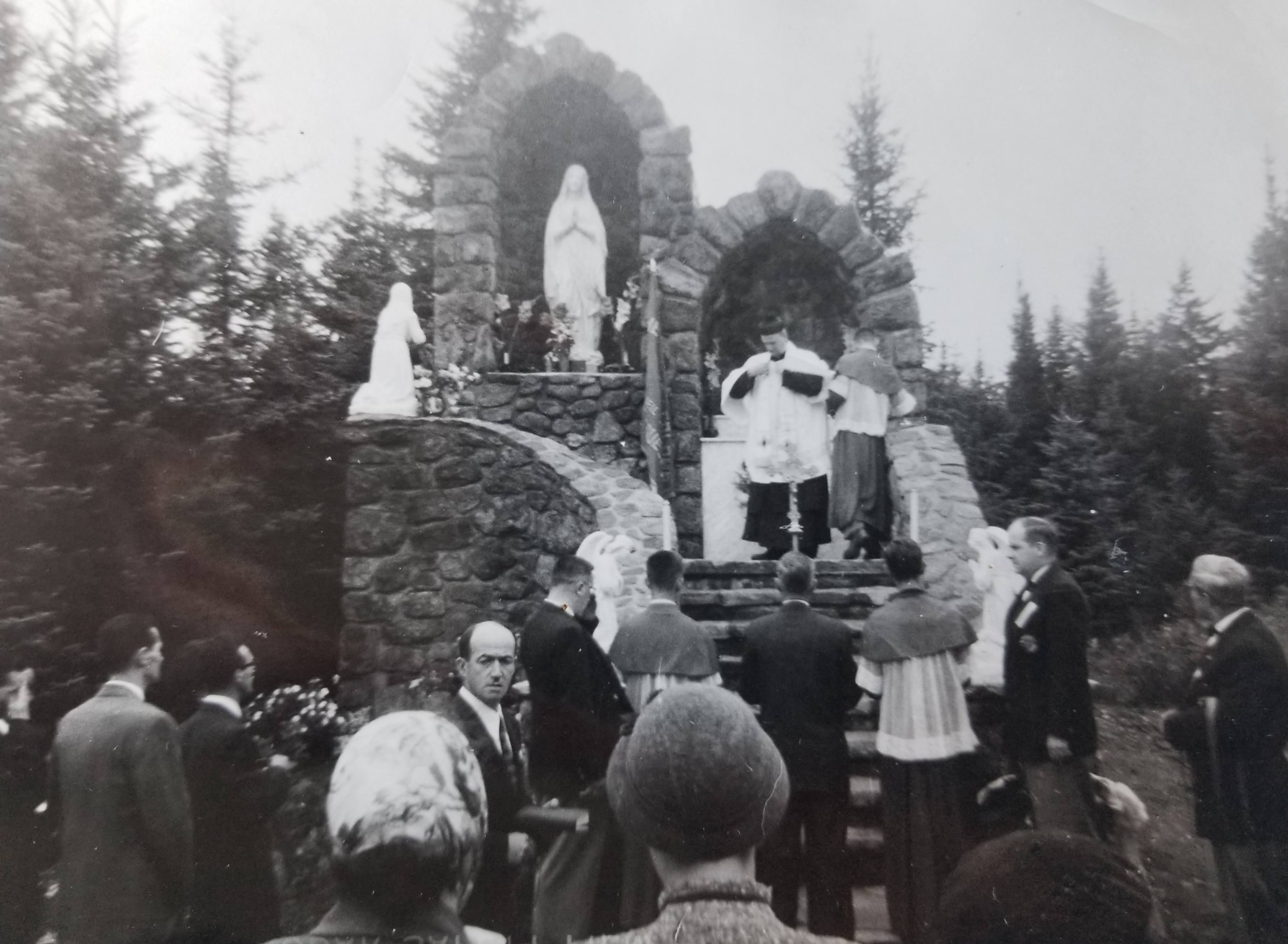
La grotte de Lourdes du Sanctuaire Providence-des-Sept-Douleurs vers 1950.

Vers 1950, la famille Dorion offre une terre à Sœur Anne-Félicité pour la remercier de faveurs obtenues. L’objectif est d’y ériger un sanctuaire à Notre-Dame des Sept Douleurs. La congrégation des sœurs de la Providence refuse la propriété du terrain à Sœur Anne-Félicité. Cependant, grâce à de nombreux dons, et en particulier l’implication de René Champoux, et à la collaboration de plusieurs donateurs, le sanctuaire voit quand même le jour. Une grotte de Lourdes, des stations et un calvaire sont construits. Sœur Anne-Félicité trouve miraculeusement de l’eau sur le terrain alors qu’il semble ne pas y en avoir.

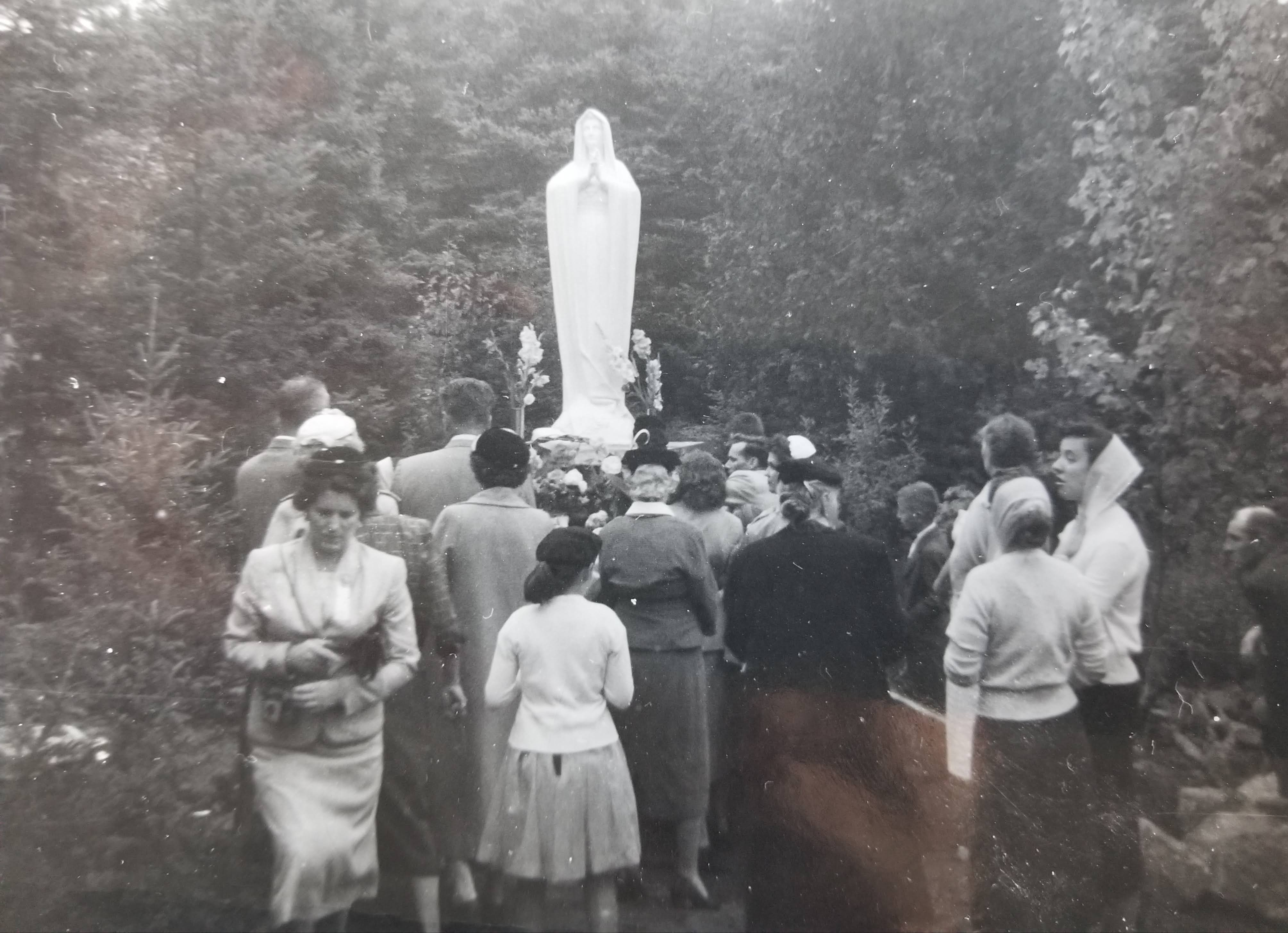
Une statue de Notre-Dame de la Confiance sur le site du Sanctuaire Providence-des-Sept-Douleurs.

### Les Associés de Notre-Dame des Sept Douleurs
Lors de la création du sanctuaire Providence-des-Sept-Douleurs, un groupe s'était formé afin de publiciser le site et d'offrir les arrangements nécessaires aux nombreux pèlerins souhaitant le visiter. À cet effet, des publicités étaient affichées dans différents journaux au Québec.
Des messes commémoratives étaient aussi organisées par les Associés de Notre-Dame des Sept Douleurs. Un document d'archives présente celle célébrée le 11 août 1974 lors du 84e anniversaire de naissance de Sœur Anne-Félicité et en souvenir de la première messe célébrée au sanctuaire.
Le sanctuaire Providence-des-Sept-Douleurs reçu de nombreux pèlerins pendant encore plusieurs années et a été ensuite abandonné.

## Dernières années, décès et inhumation
Sœur Anne-Félicité a ensuite résidé à la maison mère des sœurs de la Providence jusqu'à son décès. Plusieurs personnes ont tenté de la voir ou lui envoyaient des lettres demandant de pouvoir se confier encore à elle, mais la congrégation des sœurs de la Providence refusait toute visite.
Sœur Anne-Félicité est ensuite décédée le 7 février 1964 à la maison mère des sœurs de la Providence et est inhumée au cimetière de la communauté à Saint-Jean-de-Dieu, à Montréal. Ce cimetière est maintenant disparu, mais les restes de nombreuses religieuses dont Sœur Anne-Félicité ont été transférés au repos Saint-François d’Assise à Montréal, Québec. 
Aujourd'hui, des monuments commémoratifs ont été installés au repos Saint-François d'Assise et on retrouve le nom de Anne-Félicité Dugas (les noms civil et religieux ayant été confondus) au lot 009 de la section 4D. Son nom est gravé sur le monument 12, colonne 2.

## Honneurs et commémoration
- La ville de Sainte-Marguerite-du-Lac-Masson rappelle la présence de Sœur Anne-Félicité dans leur municipalité par une plaque commémorative concernant le couvent des sœurs de la Providence devenu aujourd'hui hôtel de ville.
- Pour le 150e anniversaire de fondation de la ville de Sainte-Marguerite-du-Lac-Masson, une chronique historique (no 8) est publiée et titrée : Une célèbre guérisseuse : Sœur Anne-Félicité.

## Sources et références
- ASSOCIÉS DE LA PROVIDENCE, Communiqué et remerciements, La Presse, 2 décembre 1972, p. G11.
- DESJARDINS, Maurice, Auprès de sœur Anne-Félicité, à Sainte-Marguerite-du-Lac-Masson, Les pèlerins se pressent par milliers, Le Petit Journal, dimanche, 15 juillet 1951.
- FOURNIER, Rodolphe, Lieux et monuments historiques du Nord de Montréal, Saint-Jean, Québec, Éditions du Richelieu, 1978, p. 217.
- GAGNON, Claude-Lyse, Les faveurs et les guérisons continuent de se multiplier à Ste-Marguerite du-lac-Masson, La Patrie, semaine du 10 août 1969, p. 3.
- SOEUR LOUIS-MICHEL, F.C.S.P., In Memoriam, Sœur Anne-Félicité (Marie-Délia Dugas), p. 329-342.